# Crisis en Haití de 2024
La crisis en Haití de 2024 fue un episodio de la crisis iniciada en 2019, desarrollada entre febrero y marzo de 2024, momento en que Ariel Henry debía abandonar su cargo de primer ministro. Estos sucesos se enmarcan en una profunda crisis política y social iniciada con las protestas de 2019 contra el, más tarde, asesinado presidente Jovenel Moïse y el posterior ascenso al poder de Henry en 2021.

## Antecedentes
El 1 de marzo de 2024, el primer ministro haitiano, Ariel Henry, viajó a Kenia y firmó un acuerdo diseñado para eludir la sentencia anterior del Tribunal Superior de Kenia que declaraba inconstitucional la operación respaldada por la ONU para garantizar la seguridad haitiana en virtud de la legislación keniana.

## Acontecimientos
El 7 de febrero del 2024 era la fecha en la que el primer ministro Henry debía abandonar el cargo para convocar las elecciones; sin embargo, decidió postergarlas hasta el 31 de agosto de 2025. Esta decisión causó una molestia generalizada en todo el país, que llevó a una oleada de violencia en la capital, Puerto Príncipe, producto de varias bandas criminales. Dichas protestas se intensificaron el 29 de febrero cuando el primer ministro viajó a Nairobi para discutir el envío a Haití de una fuerza de seguridad multinacional liderada por Kenia.
Ese día, cuatro policías fueron asesinados en un intercambio de disparos con individuos pertenecientes a bandas criminales lideradas por Jimmy Chérizier, líder de la pandilla "G-9 y Familia", quien en un video publicado en las redes sociales aseguró que “todos los grupos armados actuarán para obtener la salida del primer ministro Ariel Henry”.  Chérisier, además, fijó como objetivos a Ricard Pierre, ministro de planificación, y a Frantz Elbé, comandante de la policía; y comunicó la creación de Viv Ansanm, como coalición de los grupos armados.
En los días posteriores, las bandas tomaron el aeropuerto internacional, edificios policiales y el 2 de marzo, asaltaron la Penitenciaría Nacional de Puerto Príncipe, donde cientos de presos se fugaron. En esta prisión se encontraban detenidos los colombianos vinculados al magnicidio de Jovenel Moïse. El 3 de marzo, el gobierno decretó el toque de queda y el estado de urgencia en gran parte del país.
El 5 de marzo, el Secretario General de las Naciones Unidas, António Guterres, manifestó su deseo de “medir urgentemente, en particular proporcionando apoyo financiero a la misión multinacional de apoyo a la seguridad”. Más tarde ese día, Henry aterrizó en el Aeropuerto Internacional Luis Muñoz Marín en Puerto Rico en un intento de regresar a Haití para controlar la violencia. El 5 de marzo se informó de otra fuga de la cárcel, que provocó la muerte de tres reclusos. La policía haitiana pudo detener los intentos de fuga.
El 6 de marzo, unas bandas atacaron e incendiaron una comisaría de policía en Bas-Peu-de-Chose. La terminal privada de Caribbean Port Services (CPS) en el Puerto Internacional de Puerto Príncipe, destacada por su papel clave en el suministro de alimentos y suministros, también fue atacada y saqueada, lo que provocó la suspensión indefinida de las operaciones portuarias.
El 7 de marzo, el estado de emergencia en el Departamento Oeste, que incluía un toque de queda nocturno y la prohibición de protestas, se amplió de tres días a un mes (3 de abril).
La noche del viernes 8 de marzo se vivió un recrudecimiento de las revueltas en los alrededores del Palacio Nacional de Haití, con tiroteos y un presumible intento de asalto de dicho Palacio.
El 9 de marzo, bandas atacaron y ocuparon la sede del Instituto de Bienestar Social en Puerto Príncipe, mientras el gobierno de la República Dominicana anunciaba planes para evacuar a sus funcionarios y ciudadanos de Puerto Príncipe. La policía haitiana lanzó una gran contraofensiva contra las pandillas en las últimas horas de la noche después de que tres comisarías más fueran atacadas e incendiadas, y llegaron informes de que varios coches de policía haitianos fueron robados y ahora están patrullando la zona.
El 10 de marzo, Estados Unidos evacuó a su personal no esencial de su embajada en Puerto Príncipe en helicóptero, al tiempo que añadió cuerpos de marines adicionales a la embajada para defenderla. La embajada de Alemania también fue evacuada por elementos de la Fuerza Aérea de República Dominicana. Elon Musk anunció que también proporcionaría Starlink a Haití a la luz del caos reciente. El primer ministro de Jamaica anunció que el lunes 11 de marzo, representantes de 8 naciones, entre ellas Francia, Canadá y Estados Unidos, se reunirán en Kingston, Jamaica, para discutir la violencia actual.
El 11 de marzo de 2024 se produjo la dimisión de Henry, aun en Puerto Rico. Asimismo anunció la instalación de un consejo de transición encargado de llevar el país caribeño hacia unas elecciones. Ante esta nueva situación desde Kenia se anunció el retraso del despliegue de la fuerza policial keniana que iba a abanderar la llamada Misión Multinacional de Apoyo a la Seguridad para contener la ola de violencia criminal.

## Crisis humanitaria
Debido a la violencia en Haití, los servicios sociales, como los alimentos, el agua y los servicios médicos, han experimentado un colapso total, ya que el personal médico está demasiado asustado para salir de sus hogares y las organizaciones de ayuda no pueden acceder a las personas necesitadas.Varios hospitales también han sido allanados por pandillas, lo que ha provocado una escasez de necesidades médicas en la capital.

## Reacciones

### Gobiernos
- Canadá: La embajada de Canadá en Haití cerró el 7 de marzo, sin embargo, todavía hay personal allí en este momento.[30]
- Colombia: El Ministerio de Relaciones Exteriores de Colombia pidió a Haití que brinde "protección especial" a los 18 exmilitares colombianos que fueron condenados por el asesinato de Jovenel Moïse después de que permanecieran en su prisión, que fue allanada por pandillas.[31]
- El Salvador: El presidente Nayib Bukele publicó en Twitter (X) el 10 de marzo, en respuesta a la violencia en Haití, y haciendo alusión a su manejo de la guerra contra las pandillas en su país, que "Podemos arreglarlo. Pero necesitaremos una resolución del Consejo de Seguridad de la ONU, el consentimiento del país anfitrión y que se cubran todos los gastos de la misión".[32]
- Jamaica: El ministro de Seguridad Nacional, Horace Chang, también declaró que el gobierno recibiría a los huérfanos, así como al personal del Banco Mundial que se vio obligado a huir de la violencia.[33]
- Kenia: El presidente de Kenia, William Ruto, dijo que estaba comprometido a enviar 1000 agentes de policía a Haití.[2]
- México: La Secretaría de Relaciones Exteriores de México aconsejó a sus ciudadanos en Haití que se refugiaran e instó a sus ciudadanos a no viajar al país.[34]
- República Dominicana: La República Dominicana cerró su espacio aéreo con Haití, lo que provocó que el primer ministro Ariel Henry desviara su vuelo a Puerto Rico.[35]
- Surinam: El gobierno de Surinam anunció el 9 de marzo que ya no se permitiría a los haitianos ingresar a su país.[36]
- Venezuela: El presidente venezolano Nicolás Maduro reprendió los planes de desplegar fuerzas policiales multinacionales en Haití en la Cumbre de la Comunidad de Estados Latinoamericanos y Caribeños (CELAC) en San Vicente y las Granadinas.[37]
- Ciudad del Vaticano: El Papa Francisco expresó el 10 de marzo su "preocupación y dolor" por esta "grave crisis" en Haití.[38]